# Lukulu
Lukulu – miasto w Zambii, w Prowincji Zachodniej. Według danych szacunkowych na rok 2010 liczy 3.996 mieszkańców.